# Alsómélyesd
Alsómélyesd (szlovákul Dolné Hlboké) Mélyesd településrésze, korábban önálló falu Szlovákiában, a Zsolnai kerületben, a Nagybiccsei járásban.

## Fekvése
Nagybiccsétőltól 3 km-re keletre, a Vág bal oldalán fekszik. Mélyesd északi részét képezi.

## Története
A település Mélyesd határában keletkezett a 16. században. Különféle nemesi családok birtokolták. 1598-ban "Hluboke" néven említik először, Ricsó várának uradalomához tartozott, később a nagybiccsei uradalom része volt. 1598-ban 11 ház állt a faluban. 1784-ben 14 házában 109 lakos élt.
A 18. század végén Vályi András így ír róla: „Alsó, felső Hlboke, Hluboka. Tót faluk Trentsén Várm. földes Uraik több Uraságok, lakosai katolikusok, fekszenek Szenitznek vagy Szénásfalunak szomszédságában, Predmirhez sem meszsze, legelőjök, fájok van, földgyeik nehezen miveltetnek, híres gyapjokból szép hasznok van.”
1828-ban 17 háza és 132 lakosa volt. Lakói főként mezőgazdasággal foglalkoztak.
Fényes Elek 1851-ben kiadott geográfiai szótárában így ír a faluról: „Hlboke (Alsó), tót falu, Trencsén vmegyében, Bicsével átellenben a Vágh parton: 123 kath. lak. F. u. többen. Ut. p. Zsolna.”
1910-ben 204, túlnyomórészt szlovák lakosa volt. A trianoni békéig Trencsén vármegye Vágbesztercei járásához tartozott.
Alsómélyesdet 1960-ban egyesítették Felsőmélyesddel.

## Lásd még
- Mélyesd
- Felsőmélyesd